# Лазаревское (Владимирская область)
Лазаревское — опустевшая деревня в Юрьев-Польском районе Владимирской области России, входит в состав Небыловского сельского поселения.

## География
Деревня расположена на берегу реки Колокша в 16 км на запад от центра поселения села Небылое и в 28 км на юго-восток от райцентра города Юрьев-Польский.

## История
В XIX — начале XX века деревня входила в состав Семьинской волости Юрьевского уезда, с 1925 года — в составе Калининской волости Юрьев-Польского уезда Иваново-Вознесенской губернии. В 1859 году в деревне числилось 31 дворов, в 1905 году — 45 дворов.
С 1929 года деревня являлась центром Лазаревского сельсовета Юрьев-Польского района, с 1935 года — в составе Озерецкого сельсовета Небыловского района, с 1963 года в составе — Юрьев-Польского района, с 1977 года — в составе Краснозареченского сельсовета, с 2005 года — в составе Небыловского сельского поселения.

## Население
| 1859 | 1905 | 2002 | 2010 | 2021 |
| ---- | ---- | ---- | ---- | ---- |
| 247  | ↗316 | ↘0   | →0   | →0   |